# Agrilus spinipennis
Agrilus spinipennis es una especie de insecto del género Agrilus, familia Buprestidae, orden Coleoptera.
Fue descrita científicamente por Lewis, 1893.